# Hierophant (EP)
Hierophant ist eine EP der amerikanischen Funeral-Doom-Band Hierophant.

## Geschichte
Die selbstbetitelte EP nahm John del Russi als Beginn der Band Hierophant auf. Seine Angaben zur Entstehung sowie zur Erstveröffentlichung wurden derweil mit der Veröffentlichung der Kompilation The Tome auf das Jahr 1994 datiert. Mit der späteren Veröffentlichung über Bandcamp benannte del Russi den 1. Januar 1993 als Datum der Erstveröffentlichung. Damit wäre Hierophant Teil der Pioniere im Funeral-Doom-Genre, doch Rezensionen und Datenbanken benennen gemeinhin das Jahr 1999 als Zeitpunkt der Erstveröffentlichung.
Im Gespräch mit Kostas Panagiotou betonte del Russi, dass er bereits sehr jung damit begann Doom Metal zu spielen und eine enge Verbundenheit zum Genre empfinde. Die Aufnahmen entstanden bewusst ohne weitere Bandmitglieder, Produzenten und Tontechniker. Einerseits um sich absolute künstlerische Freiheit zu bewahren, andererseits um den eigenen finanziellen Möglichkeiten zu entsprechen. Aus den Gegebenheiten blieb die Produktion schlicht und roh. Anstelle in Kooperation mit einem Label gab del Russi das Album unter der Label-Bezeichnung Black Beyonds Music selbst heraus.

## Albuminformationen
Hierpohant erschien somit 1999 als erste Veröffentlichung der Band über Black Beyonds Music. Das Minialbum enthält zwei separate Stücke, die eine Gesamtspielzeit von 11:42 Minuten haben. Die Gestaltung übernahm del Russi selbst. Das Cover zeigt eine digitale Kollage eines Wolkenhintergrunds auf dem eine zentrale Person in eine helle Robe gehüllt und der Namensschriftzug des Projektes abgebildet ist.

### Titelliste
1. Forever Dying: 5:36
2. Where No Light Hath Shone (but for That of the Moon): 6:06

### Stil
Hierophants Debüt beinhaltet „unerbittlich langsamen, halluzinierend schweren“ Funeral Doom mit „minimalistischen“ Bordun-Klängen, „monoton und frei von jeglichem Temperament oder menschlicher Emotion“. Damit stünde der enthaltene „Ultradoom“ in der Tradition von Disembowelment, Thergothon und Dusk.

„Die Waffen, die in dieser alptraumhaften Erfahrung eingesetzt werden, sind erdrückend schwere Gitarrenverzerrungen, hämmernde Drums und ein Todesgrunzen, das wie die Antwort der Toten auf dieses unglückliche Wesen klingt, das es gewagt hat, ihren friedlichen Schlaf zu stören, und sie WIRKLICH wütend macht.“

## Wahrnehmung
Im Jahr 1999 erhielt Hierophant nur wenig Kritik. Erst mit der Kompilation The Tome und der Veröffentlichung über Solitude Productions stieg die Resonanz auf die enthaltenen Stücke. Mit der Veröffentlichung 1999 befasste sich allerdings Kostas Panagiotou für das Webzine Doom-Metal.com. Jeder der sich von „brutalen, mysteriösen und verlangsamten Metal“ angesprochen fühle, sollte beim Lesen der Rezension gerechtfertigt „anfangen zu sabbern wie Pawlows Hunde.“